# Ray Jayawardhana
Ray Jayawardhana (Sri Lanka, siglo XX) es un astrónomo esrilanqués-estadounidense. Es rector de la Universidad Johns Hopkins y profesor de física y astronomía. Sus principales áreas de investigación incluyen la formación y evolución temprana de estrellas, enanas marrones y planetas.  Su investigación actual se centra en la caracterización de exoplanetas utilizando telescopios terrestres y espaciales.

## Biografía
Nació y creció en Sri Lanka. Fue educado en St. John's College, Nugegoda y el Royal College Colombo. Recibió su licenciatura en la Universidad Yale en 1994 y su doctorado en Harvard en 2000. Como estudiante de posgrado en Harvard, dirigió uno de los dos equipos que descubrieron un disco de polvo alrededor de la joven estrella HR 4796 A con un gran agujero interior, posiblemente tallado por procesos de formación de planetas. En septiembre de 2008, él y sus colaboradores informaron de la primera imagen directa y espectroscopia de un probable planeta extrasolar alrededor de una estrella normal. Fue investigador Miller en la Universidad de California en Berkeley durante dos años y profesor asistente en la Universidad de Míchigan durante dos años, antes de mudarse a Toronto. Mientras se desempeñaba como asesor principal sobre compromiso científico del presidente de la Universidad de Toronto, fundó el Programa de Liderazgo Científico para mejorar las habilidades de comunicación y liderazgo de los científicos académicos.
A principios de 2014, fue nombrado Decano de la Facultad de Ciencias de la Universidad de York. En junio de 2018, fue nombrado decano número 22 de la Facultad de Artes y Ciencias de la Universidad de Cornell. En julio de 2023, la Universidad Johns Hopkins anunció que Jayawardhana había sido seleccionada como su decimosexto rector.

## Premios y honores
Fue nombrado Catedrático de Investigación de Canadá en Astrofísica Observacional en 2008. Obtuvo una beca EWR Steacie Memorial, "otorgada para mejorar el desarrollo profesional de profesores universitarios destacados y altamente prometedores que están ganando una sólida reputación internacional por sus investigaciones originales", del Consejo de Investigación de Ingeniería y Ciencias Naturales de Canadá, presentado por el Primer Ministro Stephen Harper en una ceremonia en Ottawa el 16 de marzo de 2009. También ha sido incluido en el Top 40 under 40. El asteroide 4668 Rayjay del cinturón principal lleva su nombre. En 2020 fue galardonado con la Medalla Carl Sagan.